# Klettgau-Gymnasium Tiengen
Das Klettgau-Gymnasium Tiengen (kurz: KGT) ist ein allgemeinbildendes Gymnasium in Waldshut-Tiengen. Neben einem naturwissenschaftlichen wird auch ein sprachliches und ein Informatik-Profil angeboten.
Im Gymnasium werden rund 860 Schüler unterrichtet, die zu einem großen Teil aus dem östlichen Kreisgebiet, zum Beispiel aus dem Wutachtal, aus dem Klettgau oder aus Tiengen selbst kommen. Seit dem Schuljahr 2004/2005 ist das Abitur nach zwölf Jahren obligatorisch. Als Sportstätte dient das Langensteinstadion.

## Geschichte
Die Geschichte des Klettgau-Gymnasiums begann 1968 mit dem Bau des Hauptgebäudes. Die ersten Klassen wurden im Schuljahr 1969/1970 unterrichtet. Durch die Eröffnung des Klettgau-Gymnasiums wurde das zu diesem Zeitpunkt übermäßig beanspruchte Hochrhein-Gymnasium Waldshut entlastet. Als erster Schulleiter ist Franz Josef Schrenk zu nennen, sein Stellvertreter war Ernst Huber. Huber füllte dieses Amt noch bis 1991 aus, dann wurde er von Georg Lutz abgelöst, der wiederum von Peter Budde im Jahre 1997 abgelöst wurde. Eine Änderung in der Schulleitung fand 1985 statt, als Günther Faller den Posten von Franz Josef Schrenk übernahm. 2005 wurde er von Bernd Crößmann abgelöst, dem 2015 der derzeitige Schulleiter, Manfred Römersperger, folgte.
Durch steigende Schülerzahlen war bald ein neues Gebäude erforderlich. Aus der Notlage heraus wurde der alte Pavillon gebaut. Dieser wurde im Jahre 1994 abgerissen. Als Grund sind gesundheitsschädliche Baumaterialien zu nennen. Der neue Pavillon konnte pünktlich zum Schuljahr 1994/1995 fertiggestellt werden. Das Planen des markanten Erweiterungsbaus begann 1996 und er wurde 1998 eingeweiht. Seit dem 13. Juli 2013 gibt es eine Mensa. Für einen besseren Mittagstisch und die verschiedenen AGs ist nun deutlich mehr Platz.

## Profile
Fremdsprache in der 5. Klasse ist Englisch. Ab Klasse 6 kommt Französisch oder Latein hinzu, ferner wird ein bilingualer Zug (Englisch) angeboten. In Klasse 8 steht  Naturwissenschaft und Technik (NwT) und Spanisch als dritte Fremdsprache zur Wahl. Es gibt das Profilfach IMP (Informatik, Mathe, Physik). Es existieren einige Arbeitsgemeinschaften.

## SMV/Klassensprecher
Auch am Klettgau-Gymnasium Tiengen gibt es eine SMV. Diese besteht aus 12 Schülern der Klassen 9 bis 12 und einer Schulsprecherin oder einem Schulsprecher. Die SMV erfüllt wichtige Aufgaben am KGT wie das Organisieren der regional bekannten Schulbälle sowie eines Kulturmonats, der zuletzt insgesamt etwa 1000 Besucher in das Klettgau-Gymnasium lockte. Die SMV stellt mit dem Lehrerkollegium und der Direktion eines der drei wichtigsten Gremien am Klettgau-Gymnasium. Zu jeder Schulkonferenz werden Vertreter der SMV eingeladen und diese setzen die Schülerschaft über die Geschehnisse am KGT in Kenntnis.

## Partnerschulen und Austauschprogramme
Das Klettgau-Gymnasium betreibt einen jährlichen Austausch mit Blois an der Loire. Der Austausch ist für alle Schüler, die Französisch lernen, möglich. Im Zentrum des Schüleraustausches steht die persönliche Begegnung mit Frankreich. Durch die Unterbringung in Familien werden persönliche Kontakte zu den Gastgebern gefördert und Einblicke in den Alltag unserer Nachbarn ermöglicht. Der Besuch des Unterrichts des Austauschpartners, gemeinschaftliche Aktivitäten der deutschen und französischen Schüler sowie zahlreiche Ausflüge in die Region und nach Paris runden das Programm ab.
Darüber hinaus gibt es am Klettgau-Gymnasium entsprechende Austauschprogramme mit Polen und den USA.

## Bläserklasse
Am KGT gibt es seit 2004 für die 5. und 6. Jahrgangsstufe und wahlweise auch für die 7. Klasse eine Bläserklasse. Durch Kooperation mit der Musikschule Südschwarzwald wird es diesen Schülern ermöglicht, ein Blasinstrument zu erlernen.

## Bekannte Lehrer
- Monika Korger, Degenfechterin und Moderne Fünfkämpferin

## Bekannte Schüler und Absolventen
- Thomas Dörflinger, Politiker
- Manniac, Animator und Comedian
- Niklas Nüssle, Politiker